# Galerie ASP w Łodzi
Galerie ASP w Łodzi – powstały w 1984 roku, w Akademii Sztuk Pięknych im. Władysława Strzemińskiego.
W kompleks galerii wchodzą:
- Galeria Kobro[2]
- Galeria BLOK[3]
- Galeria PARTER[4]
- Galeria SCHODY DOWN
- Galeria SCHODY UP
- Galeria WYDZIAŁU EDUKACJI WIZUALNEJ
- Galeria BIAŁA ŚCIANA